# Desa Tegalwangi (administrativ by i Indonesien, Jawa Barat, lat -6,46, long 106,42)
Desa Tegalwangi är en administrativ by i Indonesien.   Den ligger i provinsen Jawa Barat, i den västra delen av landet, 50 km sydväst om huvudstaden Jakarta.